# Ronnie Dawson
Pour les articles homonymes, voir Dawson.
Pas d'image ? Cliquez ici

a Compétitions nationales et continentales officielles uniquement.

b Matchs officiels uniquement.
Alfred Ronald Dawson dit Ronnie Dawson, né le 5 juin 1932 à Dublin et mort le 11 octobre 2024, est un joueur de l'équipe nationale de rugby à XV d'Irlande et de celle des Lions britanniques et irlandais. Il joue au poste de talonneur.

## Carrière
Ronnie Dawson joue avec le club des Wanderers FC et il honore 28 sélections avec le Leinster de 1958 à 1964. 
Il a sa première « cape internationale » le 18 janvier 1958 contre l'Australie et sa dernière  le 11 avril 1964 contre la France.
Il honore 27 sélections avec l'Irlande dont il est le capitaine à onze reprises.
Il participe à la tournée des Lions en 1959 en Australasie et joue six test matchs, marquant un essai contre l'Australie. Il est le capitaine des Lions.
Il est l'entraîneur des Lions en 1968 lors de leur tournée en Afrique du Sud.
En 2004, il reçoit le Trophée Vernon Pugh de l'International Rugby Board en hommage à sa carrière pour le développement du rugby.

## Palmarès

### Avec l'Irlande
- 27 sélections avec l'équipe d'Irlande
- Un essai
- Trois points
- Sélections par années : 5 en 1958, 4 en 1959, 2 en 1960, 5 en 1961, 3 en 1962, 5 en 1963, 3 en 1964
- Sept Tournois des Cinq Nations disputés : 1958, 1959, 1960, 1961, 1962, 1963, 1964

### Avec lesLions britanniques
- Six sélections avec les Lions britanniques.
- Un essai
- Trois points
- Sélections par année : six en 1959 (deux en Australie  et quatre en Nouvelle-Zélande ).

Trophée Vernon Pugh en 2004.